# Louise Lanctôt
Pour les articles homonymes, voir Lanctôt.
Louise Lanctôt (née le 24 mars 1947 à Montréal) est membre du Front de libération du Québec (FLQ) en 1970.

## Biographie
Issue d'une famille de dix enfants, Louise Lanctôt est la sœur de Jacques Lanctôt et de François Lanctôt.
Elle s'implique très tôt dans différents mouvements contestataires vers la fin des années 1960. Outre sa conscience sociale développée, son objectif est également de défier l'autorité paternelle très présente chez les Lanctôt. Elle fraye dans les milieux de gauche du Rassemblement pour l'indépendance nationale et, en 1969, elle est parmi des meneurs, avec son compagnon Jacques Cossette-Trudel, de la contestation étudiante au Cégep de Maisonneuve.
Comme membre de la cellule Libération du FLQ, elle participe à l'enlèvement, le 5 octobre 1970, de l'attaché commercial britannique James Richard Cross, ce qui enclenche la crise d'Octobre. Cross est détenu durant deux mois puis relâché en échange d'un sauf-conduit vers Cuba pour les ravisseurs.
Elle vit en exil à Cuba, de 1970 à 1974, puis en France, de 1974 à 1978. Au cours de leurs années d'exil, Louise Lanctôt et son mari Jacques Cossette-Trudel prennent leurs distances par rapport aux autres membres et désavouent publiquement leur action au sein du FLQ.  
Louise Lanctôt et Jacques Cossette-Trudel reviennent au Québec, le 13 décembre 1978, accompagnés de leurs deux enfants, Alexis Cossette-Trudel et Marie-Ange Cossette-Trudel, nés respectivement à Cuba et en France durant leurs années d'exil.  
Louise Lanctôt est condamnée à une peine de deux ans de prison relativement à la séquestration de Cross.  Elle est libérée après huit mois.
À sa sortie de prison au début des années 1980, elle écrit l'histoire de son exil en France et à Cuba intitulée Une Sorcière comme les autres et publiée aux Éditions Québec-Amérique. Elle exerce la profession de documentaliste à la bibliothèque de l'Université de Montréal. Elle a été directrice générale de l'Ordre des sages-femmes du Québec, du SIDIIEF et directrice-conseil à l'Ordre des Infirmiers et Infirmières du Québec.
Divorcée de Jacques Cossette-Trudel, Louise Lanctôt est également la mère de Clotilde et d'Eveline, toutes deux nées d'une nouvelle union, et grand-mère de quatre petits-enfants.